# Hypertrophie

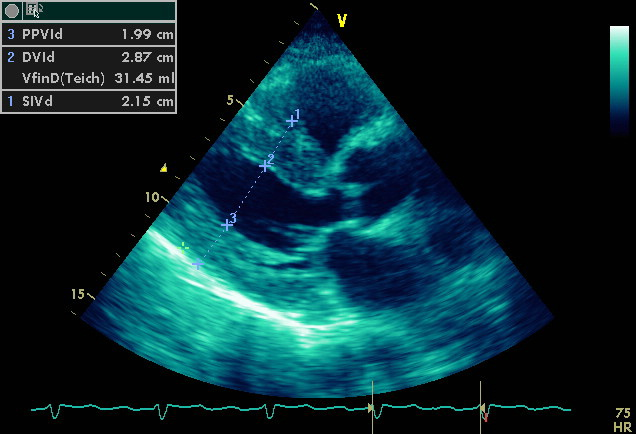
Hypertrophie ventriculaire gauche révélée à l'échographie.

L'hypertrophie est le développement trop important d'une partie du corps, d'un organe ou d'un tissu biologique, mais aussi d'une cellule.
L'hypertrophie désigne l'augmentation de volume d'un organe en rapport avec les modifications anatomiques dues à des altérations de son fonctionnement et ceci de manière variable.
L'hypertrophie cellulaire correspond à l'augmentation réversible ou irréversible de la taille cellulaire liée à une augmentation du volume ou du nombre de ses constituants. Elle s'oppose ainsi à l'hyperplasie.
L'hypertrophie tissulaire ou organique est l'augmentation du volume d'un tissu ou d'un organe due à une hypertrophie cellulaire ou à une hyperplasie.
Par exemple, on parle d'hypertrophie musculaire pour le développement d'un muscle par des exercices appropriés et continus. Le contraire de l'hypertrophie est l'atrophie. Ce terme caractérise la diminution du volume ou du poids d'un tissu, d'un organe.
C'est ainsi que l'on parle couramment d'atrophie musculaire désignant la faiblesse d'un muscle ou de son volume.
À noter qu'en géographie, ce terme est utilisé pour désigner le processus et le résultat d'une croissance exagérée d'une entité géographique (ville, aire métropolitaine…). Ainsi on parle de l'hypertrophie parisienne pour évoquer l'hyperalimentation de la capitale de la France, du fait des flux très importants qui nourrissent Paris à l'échelle du territoire national. Après de nombreuses tentatives au cours des dernières décennies de rééquilibrer le territoire français (processus de décentralisation), on tend aujourd'hui à considérer le maintien de cette hypertrophie comme un atout pour la France, en dépit de certains problèmes qu'elle peut entraîner (congestion de la capitale et de l'Île-de-France, répartition inégale des richesses à l'échelle nationale…).
Cette notion est à relier à celle de macrocéphalie.
Enfin en droit, les juristes parlent de l'hypertrophie du domaine public pour qualifier ce régime juridique particulier.

## Galerie

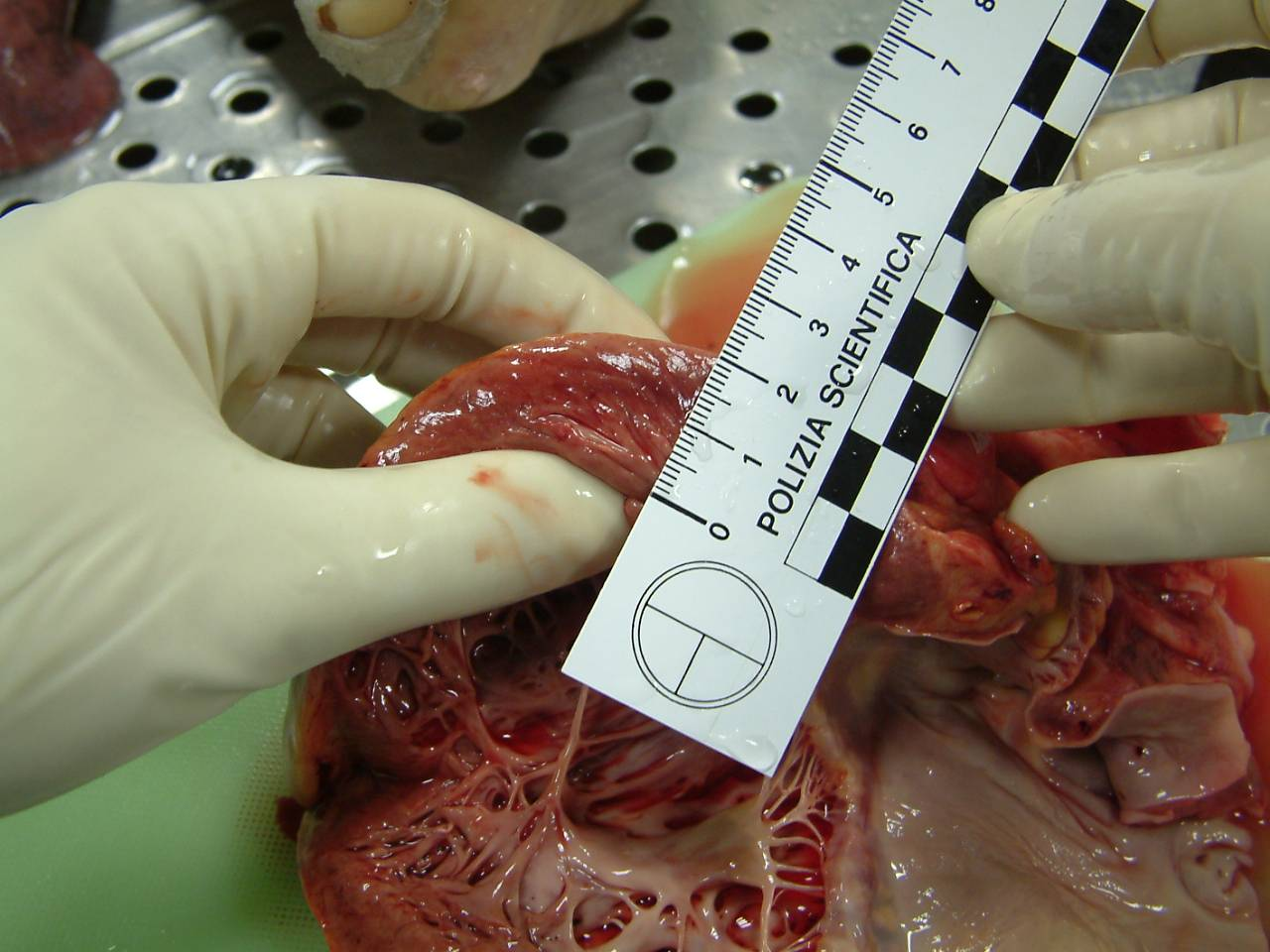
Hypertrophie ventriculaire gauche avec épaississement du muscle cardiaque.
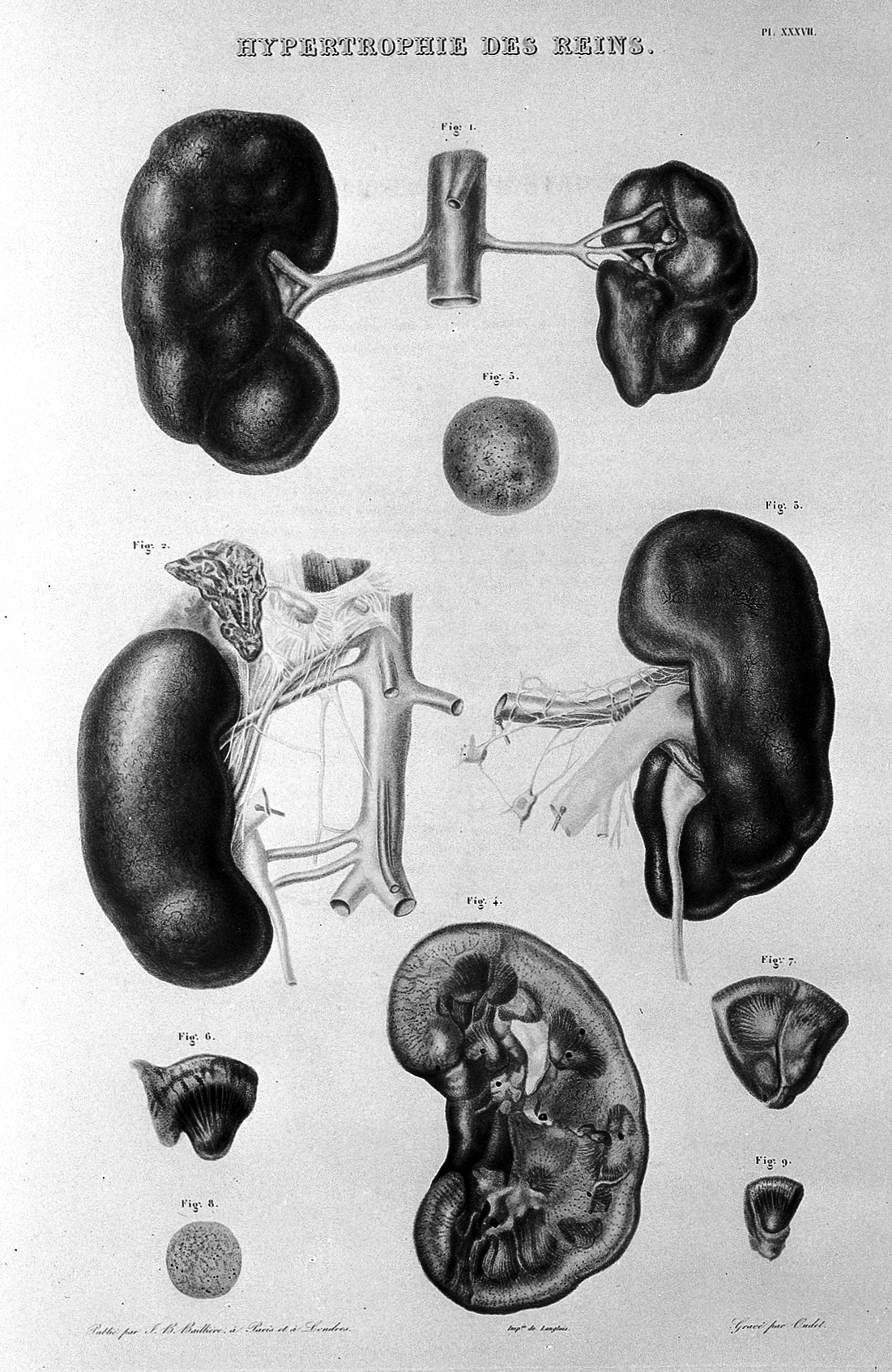
Hypertrophie des reins - Wellcome L0005308.